# Баланс (лесоматериал)
Баланс (балансы, древесина балансовая) — бревно (круглое или колотое), заготовленное преимущественно из вершинной части ствола (брёвна малого диаметра) дерева определенной породы, бревно с различными пороками (например, кривизны), величины которых ограничивают возможность использования данного бревна для изготовления качественных пиломатериалов.
Балансы используется в производстве целлюлозы и древесной массы — их называют бумажными балансами. Также существует понятие дровяного баланса — для производства дров. Кроме непосредственно дров, в биоэнергетическом секторе («зеленой энергии») растет спрос на балансовую древесину для производства топливных гранул (пеллет) и для обжига в древесный уголь.
Балансовая древесина также используется в качестве сырья для некоторых изделий из древесины, таких как ориентированно-стружечные плиты (ОСП).
| Параметр          | Величина                         |
| ----------------- | -------------------------------- |
| Диаметр, не более | 6 — 24 см                        |
| Длина             | 2 — 4 м                          |
| Сорт              | 1, 2, 3                          |
| Древесные породы  | сосна, ель, береза, осина, ольха |

## Заготовка балансовой древесины
В лесозаготовках смешанных лесных насаждений, лучшие брёвна, как правило, используются для производства пиломатериалов, в то время как низкосортные части ствола заготавливают для производства балансовой древесины. Балансовую древесину при смешанных лесозаготовках обычно получают в четырех случаях:
- отдельно стоящие деревья, сильно разветвленные на низком стволе (непригодные для пиловочника)
- мертвые или больные деревья.
- вершины деревьев, заготовленных для пиловочника (ветки используются редко, поскольку после удаления коры они содержат мало пригодной для использования древесины).
- маленькие деревья, не подходящие по диаметру для пиловочника.

Заготовки естественных лесных насаждений также могут производиться исключительно на балансовую древесину, где по разным причинам ценность деревьев как пиловочника невысока. Это может быть связано с преобладающими видами в древостоях (например, осиновые леса) или с относительной близостью ближайшего лесопильного завода или целлюлозного комбината.
Балансовую древесину также заготавливают на лесных плантациях, созданных конкретно для выращивания балансовой древесины с небольшим или минимальным производством пиловочника. Деревья, выращиваемые специально для производства целлюлозы, составляют 16 % в объёме мирового производства целлюлозы
Зачастую для получения балансовой древесины используются вырубки после лесных пожаров, ураганов или других стихийных бедствий.

## Балансовая древесина в отходах лесопиления
Отходы лесопиления используются в качестве балансовой древесины. Самыми важными из них являются боковые обрезки пиломатериалов — горбыли. Горбыль содержит почти только заболонную древесину с малой частью сердцевины. Заболонь легче измельчить из-за более открытой структуры и меньшего содержания экстрактивных веществ, чем в сердцевине. Кроме того, длина волокон заболони обычно больше, чем сердцевины. Заболонь обычно легче, и это является преимуществом при производстве древесной массы, поскольку требуется меньшее усилий по отбеливанию древесной массы.
Ранее в производстве бумаги в небольшом количестве использовались древесные опилки. Они дают очень короткие волокна, которые могут входить в состав для производства бумажных салфеток и писчей бумаги. В современном лесопилении пильные полотна стали тоньше, а зубья стали мельче, поэтому опилки стали слишком мелкими и неподходящими в качестве источника бумажного волокна.